# Conus lineatus
Conus lineatus é uma espécie de gastrópode do gênero Conus, pertencente à família Conidae.